# Vilaginés
Vilaginés és una masia situada al municipi de Castellar de la Ribera, a la comarca catalana del Solsonès.
Situada als peus del Serrat de Vilaginés.